# Chaetonotus sphagnophilus
Chaetonotus sphagnophilus är en djurart som tillhör fylumet bukhårsdjur, och som beskrevs av Kisielewski 1981. Chaetonotus sphagnophilus ingår i släktet Chaetonotus och familjen Chaetonotidae. Inga underarter finns listade i Catalogue of Life.